# 三角座5
三角座5，又名BD+30 347，HD 13372、SAO 55338、HR 634，是三角座的一颗恒星，视星等为6.23，位于銀經142.27，銀緯-28.32，其B1900.0坐标为赤經2h 5m 34.2s，赤緯+31° -28.32′ 19″。